# Ed Moses
Glenn Edward "Ed" Moses (ur. 7 czerwca 1980) – amerykański pływak, dwukrotny medalista olimpijski z Sydney, mistrz świata.
Specjalizował się w stylu klasycznym. Igrzyska w 2000 były jego jedyną olimpiadą. Triumfował w sztafecie stylem zmiennym, wspólnie z nim drużynę tworzyli Lenny Krayzelburg, Ian Crocker i Gary Hall Jr. Indywidualnie zajął drugie miejsce w wyścigu na 100 metrów żabką. Był medalistą mistrzostw świata (brąz w 2001 na 100 m klasykiem), a także rekordzistą globu.